# Didius Julianus

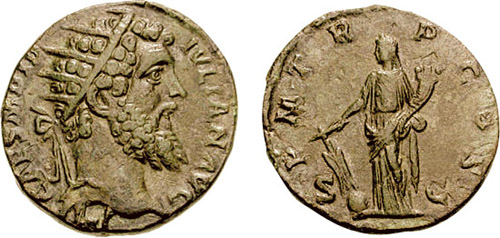
Dupondius des Didius Iulianus

Marcus Didius Severus Iulianus (selten auch Julian I.; * 30. Januar 133 oder 2. Februar 137 in Mailand; † 2. Juni 193 in Rom) war vom 28. März 193 bis zu seinem Tod nach nur 66 Tagen römischer Kaiser. Er war der zweite Kaiser des zweiten Vierkaiserjahres.
Nach dem Tod des Pertinax, der von meuternden Gardisten erschlagen worden war, erreichte das römische Kaisertum einen vorläufigen Tiefpunkt, als die Prätorianer den Kaiserthron schlicht an den meistbietenden Senator „versteigerten“. Im Grunde unterschied sich dieser Vorgang kaum von früheren, und auch Pertinax hatte versucht, die Garde durch Geldversprechen für sich zu gewinnen. Dieses Mal wurde dies jedoch laut Cassius Dio als allzu ungeniert und anstößig empfunden. Da Didius Iulianus, der ein angesehener Senator, erfahrener Politiker und General und durchaus „kaiserfähig“ (capax imperii) war, seine Versprechen jedoch nicht einhalten konnte und zahlreiche innere Feinde hatte, wurde er bald ermordet. Sein Andenken wurde unter den auf ihn folgenden Severern gezielt verdunkelt.

## Leben vor der Herrschaft

### Familie
Didius Iulianus wurde am 30. Januar 133 in Mailand als Sprössling einer der angesehensten Familien der Stadt, der gens Didia, geboren. Sein Vater war der römische Senator Quintus Petronius Didius Severus. Seine nordafrikanische Mutter Aemilia Clara war mit Salvius Iulianus verwandt, der wiederum unter Hadrian ein allseits bekannter Jurist war. Verheiratet war er mit Manlia Scantilla, die einer alteingesessenen römischen Familie entstammt haben soll, die schon zur Zeit der Republik großen Einfluss besaß, doch ist ihre reale Zugehörigkeit zu diesem Geschlecht fraglich. Während der kurzen Regierungszeit ihres Mannes wurden Münzen mit ihrem Porträt und ihrem Namen in der Umschrift geprägt. Gleiches gilt für die gemeinsame Tochter Didia Clara.

### Aufstieg
Wie viele Angehörige der Nobilität absolvierte Iulianus eine politische Karriere und trat ungefähr 157, noch unter Kaiser Antoninus Pius, nach der Bekleidung der Quästur in den Senat ein. Um 164 wird er das erste Mal als gewesener Prätor genannt. Als Prätorier war er qualifiziert, als kaiserlicher Legat Truppen und Provinzen zu kommandieren. Er befehligte um 170 in Mogontiacum (Mainz) die Legio XXII Primigenia, bevor er von 172 an drei Jahre lang als Statthalter die Provinz Gallia Belgica amtierte. Als solcher zeichnete er sich durch die Abwehr eines Flottenvorstoßes der Sachsen aus.
Im Jahre 175 war Iulianus Suffektkonsul zusammen mit seinem späteren Vorgänger als Kaiser, Publius Helvius Pertinax, und qualifizierte sich damit für höchste Ämter. Danach war er von 176 bis 177 erneut Statthalter, und zwar zuerst der Provinz Dalmatia; von etwa 180 bis 185 diente er dann im selben Rang  Germania inferior und kehrte danach nach Italien zurück. Nachdem er etwas später von dem Vorwurf einer Verschwörung gegen Kaiser Commodus freigesprochen worden war, wurde er als kaiserlicher Statthalter von Bithynia et Pontus eingesetzt. Anschließend war er Prokonsul der Provinz Africa Proconsularis und bekleidete damit eine der prestigeträchtigsten Positionen im Imperium.

## Herrschaft

### Übergleiten in den Bürgerkrieg
Nach Pertinax’ Tod eilte der überaus reiche und hochrangige, wenngleich laut Cassius Dio, der unter den Severern Karriere machte, angeblich unbeliebte Iulianus in Rom ins Prätorianerlager und unterbreitete den Gardesoldaten ein großzügiges Angebot. Nach erbittertem Feilschen erteilten die Soldaten schließlich für 25.000 Sesterzen pro Mann Iulianus den Zuschlag; der Mitbewerber Sulpicianus, der Stadtpräfekt und Schwiegervater des Pertinax, ging leer aus, da die Prätorianer fürchteten, dass er Pertinax’ Tod rächen könnte.
Nach diesem Handel zwangen die Soldaten den Senat, Iulianus zum neuen Kaiser zu ernennen. Um den Volkszorn, der danach aufkam, zu bändigen, machte Iulianus weitreichende Versprechungen, die jedoch ohne Ergebnis blieben. Immerhin ließ er seine Gattin Manlia Scantilla ebenso wie seine Tochter Didia Clara zur Augusta erheben. Sulpicianus verlor das Amt als Stadtpräfekt, welches der neue Herrscher seinem eigenen Schwiegersohn Cornelius Repentinus übertrug.
Iulianus soll als Kaiser höflich bis zur Unterwürfigkeit gewesen sein; mit Festen versuchte er, die Senatoren auf seine Seite zu ziehen. Doch gefährlich war – das verkannte er – vor allem der Widerstand innerhalb des Militärs. Bereits nach wenigen Tagen äußerte sich der Unmut in der Ausrufung von gleich drei Gegenkaisern durch deren Truppen: Clodius Albinus, Pescennius Niger und Septimius Severus, die alle Statthalter diverser Provinzen waren und sich in Opposition zum momentanen Herrscher stellten. Angesichts der Kürze der verstrichenen Zeit ist es allerdings wahrscheinlich, dass sie bereits gegen Pertinax hatten rebellieren wollen. Clodius Albinus und Septimius Severus verbündeten sich jedenfalls vorläufig miteinander, und die Truppen des Severus marschierten auf Rom zu.

### Zusammenbruch der Verteidigung
Währenddessen suchte Iulianus auf die Bedrohung zu reagieren, denn die severischen Truppen standen bereits in Ravenna, wo die gesamte zweite Hauptflotte der römischen Marine überlief. Seine Planspiele sollten Rom in eine Festung verwandeln. Daher wurden provisorische Mauern hochgezogen und Gräben angelegt. Es ging sogar das Gerücht um, dass er Elefanten aus dem Zirkus für die Stadtverteidigung einsetzen wolle.
Iulianus beging nun einen schweren Fehler, indem er für diese Wehrmaßnahmen die Prätorianer abordnete. Die hochbezahlten Elitekämpfer, die solche schwere körperliche Arbeit nicht gewohnt waren, versuchten angeblich, ihren Aufgaben auf jede nur mögliche Weise zu entkommen. Die Organisation und Vorbereitung der Abwehr lief daher nur sehr zögerlich an.

### Tod
Temporär wurde Septimius Severus vom Senat zum Staatsfeind erklärt. Der Senat schickte eine Delegation zu ihm, die ihn an seinen Eid zur Reichstreue erinnern sollte; ebenfalls mitgeschickte Centurionen sollten Severus ermorden. Die meisten Gesandten liefen allerdings gleich über, da die militärische Lage aussichtslos war.
Verzweifelt schickte Iulianus danach einen seiner Prätorianerpräfekten los, der Septimius Severus bitten sollte, den Posten des Mitkaisers zu akzeptieren. Septimius Severus jedoch ließ diesen Gesandten einfach umbringen und schickte den verängstigten Prätorianern eine Botschaft, in der er folgendes Angebot machte: Wenn die Gardisten ihm den Mörder des Pertinax auslieferten und sich ihm anschlössen, garantiere er ihnen die Straffreiheit. Die Prätorianer nahmen das Angebot an. Damit verlor Iulianus seinen letzten militärischen Rückhalt und der Sieg des Severus stand fest.
Als der Senat am 1. Juni davon erfuhr, wurde vom amtierenden Konsul sofort eine Sondersitzung einberufen, in der Iulianus in Abwesenheit abgesetzt und Septimius Severus zum neuen Alleinherrscher ernannt wurde. Iulianus wurde zugleich zum Tode verurteilt und verschanzte sich mit seinen letzten Getreuen im kaiserlichen Palast; dort wurde er jedoch am 2. Juni von einem Attentäter, der im Auftrag des Senats handelte, getötet. Cassius Dio zufolge starb er tränenüberströmt mit den Worten: „Aber was habe ich denn getan? Wem habe ich je ein Haar gekrümmt?“ Laut der spätantiken Historia Augusta wurde er im Grab des Salvius Iulianus beigesetzt. Er verfiel der damnatio memoriae.